# 王雪冰
王雪冰（1952年2月—），辽宁沈阳人，中华人民共和国政治人物。

## 生平
1972年5月至1976年8月，在北京外贸学院英语系英语专业学习。
1976年8月，进入中国银行营业部。1984年11月至1988年6月，任中国银行资金部副处长、处长、副总经理。1985年3月，加入中国共产党。1988年6月至1993年7月，任中国银行纽约分行总经理。1993年7月至11月，任中国光大集团总公司副总经理、党组成员。1993年11月至1995年5月，任中国银行行长、党组副书记、副董事长。1995年5月至2000年2月，任中国银行行长、党组书记、党委书记（1998年6月起）、董事长。2000年2月至2002年1月，任中国建设银行行长、党委书记兼中国信达资产管理公司党委书记。
2002年10月被开除公职。2002年11月，中共十五届七中全会决定撤销其中央候补委员职务，给予其开除党籍处分。2003年12月10日，北京市第二中级人民法院对北京市检察院第二分院指控王雪冰收受巨额贿赂作出初审判决，构成受贿罪，判处有期徒刑12年。
出狱后，担任中信国安基金管理有限公司咨询委员会主席。

## 个人生活
1987年和高干子女宗路路（可能是宗克文之女）结婚。宗路路毕业于解放军艺术学院，专长小提琴。婚后两人赴美，但王雪冰在1992年因妻子为丈夫公司下属不合美国惯例，「退掉」宗路路，工资减半。1992年，她与一名台湾籍美国商人在旧金山注册成立投资管理公司，王雪冰放贷2300万美元支持，后该公司因洗钱遭香港廉政公署调查，贷款无法收回，成为王雪冰量刑时最严重罪状。王雪冰调回北京后，宗路路留在纽约。1996年，宗路路回国创业，成立广告公司，王雪冰多次利益输送，但称后期是被她利用王的婚外情勒索。王雪冰落马后两人离婚。
2006年，《家庭》杂志刊登报道《情迷女影星，中国建设银行原行长在“风雅”中堕落》，披露王雪冰与一位女星（化名宋菁菁）的婚外恋。《南都周刊》记者卓伟报道指该女星为许晴。许晴被网络称为“行母”。她将《南都周刊》主管单位南方日报社诉至北京市朝阳区人民法院，后双方达成和解，南方日报社承认报道缺乏充足依据，向许晴道歉。2009年8月，许晴在《鲁豫有约》宣传《建国大业》时，再次否认与王雪冰关系，称“一个国家能让行母来演国母吗？”2017年，中央党校出版社推出口述体反腐纪实文学《追问》，其中王雪冰描述了他的明星情人（化名安娜），被普遍认为是指许晴。